# マキノ高原
マキノ高原（マキノこうげん）は、滋賀県高島市にある施設である。なお、設置者の高島市は設置根拠となる条例により「自然体験交流施設」と定義しており、名称を「高島市マキノ高原自然体験交流施設」と称している。

## 概要
赤坂山から大谷山にかけての南東麓に位置しており、自然の中にキャンプ場、スキー場、グラウンド・ゴルフ場および温浴施設などが設置されている。高島市により設置され、運営を「マキノ高原観光株式会社」が非公募による指定管理者として受託している。
周辺は琵琶湖国定公園に指定されている。

## 主な施設

### マキノ高原ファミリースキー場
赤坂山の山麓にあるスキー場で、敷地面積は30万m2。昭和初期にオープンしたスキー場であり、かつてはスキーリフトを設置していた。現在はお子様＆ファミリーゲレンデとして営業しており、ゲレンデ内には動く歩道が設置されている。なお、同スキー場はスノーシュートレッキングの拠点を兼ねており、ゲレンデの横には赤坂山と大谷山への登山口がある。

### マキノ高原温泉さらさ
温浴施設であり、前述したスキー場に隣接する。男女別大型浴室（※「満天星」（）と「風鈴」（）の総称）・四季湯（低温）・寝湯・ジャグジー・大浴場・露天風呂と男女混浴場（水着を着用）の「バーデゾーン」があり、レストランを併設している。
泉質
- ラドン・フッ素イオン含有アルカリ性単純温泉 （低張性・アルカリ性・低温泉）[7]

備考
- 施設名は赤坂山と黒河峠（）一帯に自生する、「サラサドウダンツツジ」がその由来となった[7]。ちなみに、マキノ高原のマスコットキャラクター「さらさちゃん」はこの花をモチーフとしたものである[7]。

## 付近の施設・名所

### マキノピックランド

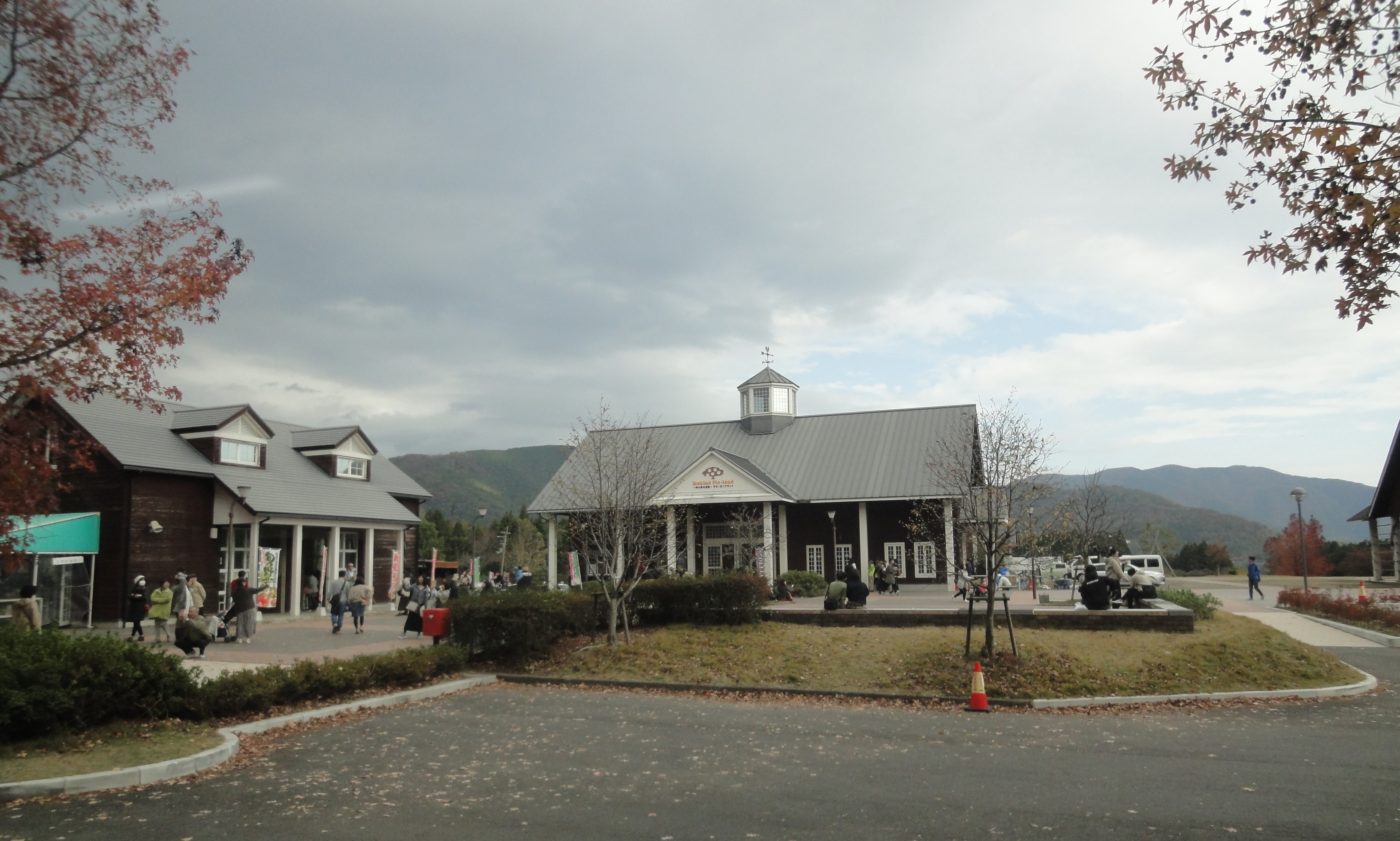
マキノピックランド

正式名称は「高島市農業公園マキノピックランド」。後述するメタセコイヤの並木道沿いにある農業公園である。果樹園、カフェ、レストラン、芝生広場、グラウンド・ゴルフ場があり、ジェラートアイスの販売コーナーを併設している。
備考
- 付近には同施設と並木道の最寄りとなるバス停留所、「マキノピックランド」が設けられている[農園 3]。
- 2021年夏に開催された『2020年東京オリンピック』の聖火リレー滋賀県ルート（同年5月27日・28日に実施）は当農業公園がスタート地点となった[聖火 1][聖火 2][聖火 3][聖火 4]。なお、同リレーは後述するメタセコイヤ並木も経路に含まれた[注 2][聖火 1]。

### メタセコイア並木

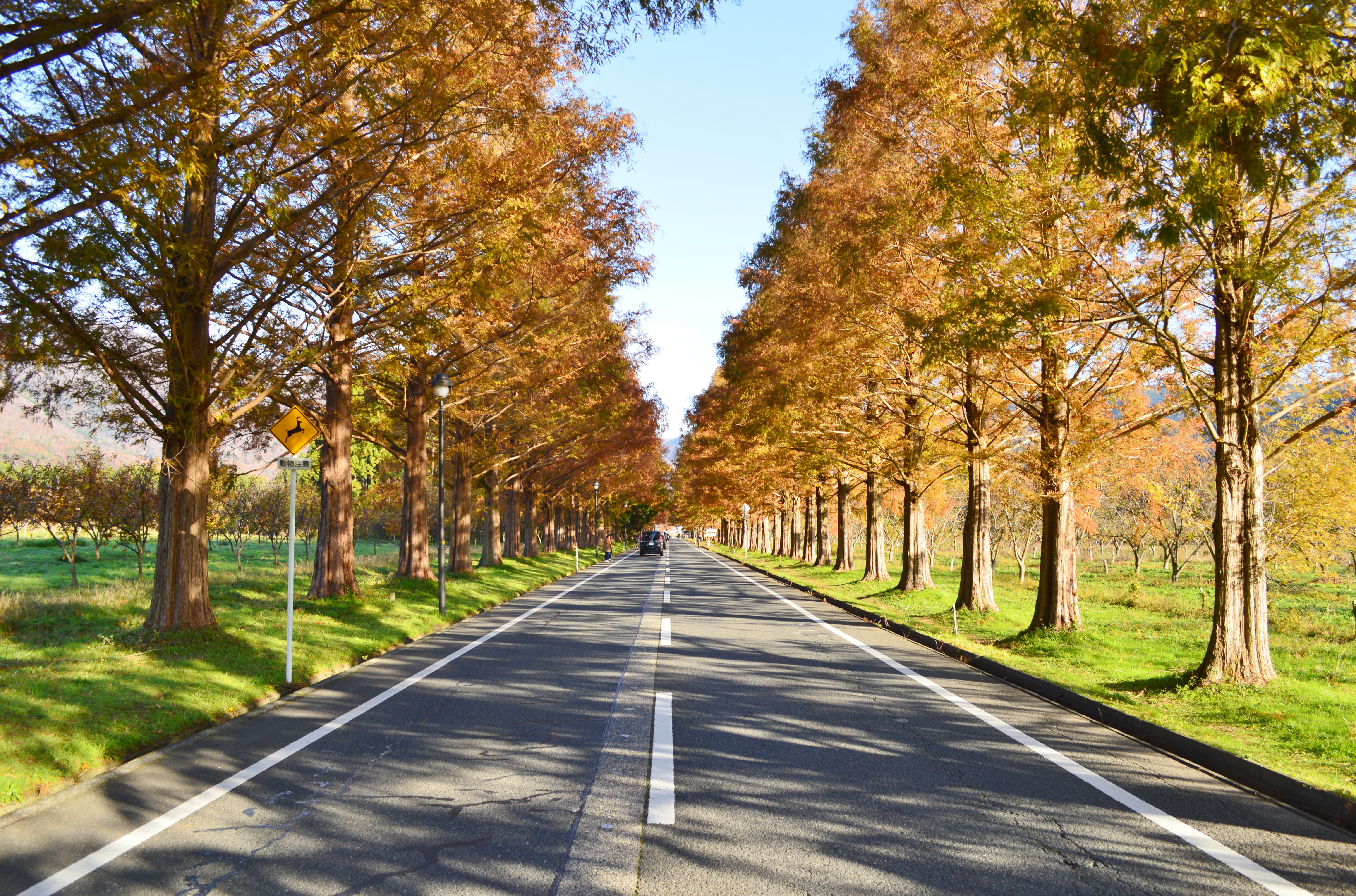
メタセコイア並木

マキノ高原へのアクセス道路（滋賀県道287号小荒路牧野沢線）には、全長2.4 kmのメタセコイア並木がある。直線道路沿いに円錐形のメタセコイアが連なることによって、対称性の強い景観がつくられており、また落葉高木であるメタセコイアの四季折々の表情が見られる。1994年には、読売新聞社選定の「新・日本街路樹100景」のひとつに選定され、観光地として注目されている。
この並木は1981年、学童農園「マキノ土に学ぶ里」を整備する事業の一環として、マキノ町果樹生産組合が約500本の苗木を県道沿いに植えたことがはじまりである。以後、地元の保存会によって手入れ、並木道の延伸がなされている。
備考
- 2004年にNHK総合テレビ[注 3]で放送された韓国ドラマ『冬のソナタ』の名場面に似ていることで有名になった[注 4][並木 4]。しかし、知名度が急に上昇したことにより、路上駐車・路上撮影などのマナー問題によるトラブルや渋滞が発生しやすくなった[並木 2]。
- 「マキノのメタセコイア並木を守り育てる会」が主催するフォトコンテストが年に1回開催される[並木 5]。なお、同会は2011年[注 5]より年1回のペースで「並木便り」という電子新聞を発行し、活動の様子などを伝えている[並木 6]。
- 2016年10月1日に高島市とフルタ製菓が包括連携協定を締結し、フルタ製菓から「メタセコイヤチョコレート」と「メタセコイヤクッキー」が発売された[菓子 1][菓子 2][菓子 3][菓子 4]。両商品とも、売上の一部が高島市に寄付される[菓子 1][菓子 2][菓子 3][菓子 4]。

## アクセス
公共交通機関
- JR湖西線マキノ駅より高島市コミュニティバスマキノ高原線で約15分[注 6]、「マキノ高原温泉さらさ」停留所下車。

自動車
- 京都方面から
  - 名神高速道路京都東ICより約80分（経由：琵琶湖西縦貫道路（※国道161号のバイパス区間（西大津バイパス・湖西道路・志賀バイパスなど）の総称）
- 長浜方面から
  - 北陸自動車道木之本ICより約30分（経由：国道8号・国道303号・国道161号）
- 敦賀方面から
  - 北陸自動車道敦賀ICより約40分（経由：国道8号・国道161号）
- 小浜方面から
  - 舞鶴若狭自動車道小浜ICより約50分（経由：国道27号・国道303号・国道161号）

（※公共交通機関の所要時間の出典：、自動車の所要時間の出典（小浜方面を除く）：）